# Kwadratisch gemiddelde
Het kwadratisch gemiddelde, vaak aangeduid als RMS van root mean square, van een aantal getallen wordt verkregen door de kwadraten van de getallen bij elkaar op te tellen en vervolgens het totaal te delen door het aantal en daar de vierkantswortel van te nemen. Als er {\displaystyle n} getallen {\displaystyle x_{1},\ldots ,x_{n}} zijn, wordt hun kwadratisch gemiddelde gegeven door de formule:
{\displaystyle x_{\text{RMS}}={\sqrt {{1 \over n}\sum _{i=1}^{n}{x_{i}^{2}}}}}
Het kwadratisch gemiddelde vindt onder meer toepassing in de statistiek: de standaardafwijking is het kwadratisch gemiddelde van de afwijkingen van het gemiddelde. In de elektrotechniek heet het de effectieve waarde.

## Kwadratisch gemiddelde van een functie
Het kwadratisch gemiddelde van een integreerbare reële functie op een eindig interval {\displaystyle [a,b]}
{\displaystyle f:[a,b]\to \mathbb {R} :x\mapsto f(x)}
wordt berekend met een formule die veel op de bovenstaande eindige som lijkt
{\displaystyle {\sqrt {{1 \over b-a}\int _{a}^{b}(f(x))^{2}\ \mathrm {d} x}}}
Het kwadratisch gemiddelde kan ook oneindig zijn.

## Toepassingen

### Mechanica
De snelheid {\displaystyle v_{\mathrm {RMS} }} die voor alle {\displaystyle n} deeltjes moet worden genomen, die dezelfde massa hebben, maar in werkelijkheid allemaal een verschillende snelheid {\displaystyle v_{i}} hebben, zodat hun totale kinetische energie dezelfde is,
{\displaystyle {\tfrac {1}{2}}\ m\ n\ v_{\mathrm {RMS} }^{2}\ =\ {\tfrac {1}{2}}m\ \sum _{i=1}^{n}\ v_{i}^{2}}
is het kwadratisch gemiddelde van de {\displaystyle n} snelheden {\displaystyle v_{i}}.

### Elektriciteit
Als een bron van wisselspanning {\displaystyle U(t)} wordt aangesloten op een constante elektrische weerstand {\displaystyle R}, bedraagt het geleverde vermogen {\displaystyle P} op elk tijdstip, wegens de wet van Ohm, het kwadraat van de spanning gedeeld door de grootte van de weerstand:
{\displaystyle P(t)={(U(t))^{2} \over R}}
Over een tijd {\displaystyle T} is het gemiddelde vermogen:
{\displaystyle {\overline {P}}={1 \over RT}\int _{0}^{T}(U(t))^{2}\ \mathrm {d} t}
Om hetzelfde gemiddelde vermogen te bereiken met een gelijkspanning, moet deze spanning even groot zijn als het kwadratisch gemiddelde van de wisselspanning
{\displaystyle {\overline {U}}={\sqrt {{1 \over T}\int _{0}^{T}(U(t))^{2}\ \mathrm {d} t}}}
betrouwbaarheid · 
centrummaat · 
gemiddelde · 
gewogen gemiddelde · 
interkwartielafstand · 
kans · 
kansrekening · 
kwartiel · 
mediaan · 
meetkundig gemiddelde · 
modus · 
p-waarde · 
percentiel · 
rekenkundig gemiddelde · 
schatten · 
significantie · 
scheefheid · 
spreiding · 
standaardafwijking · 
statistiek · 
statistische toets · 
steekproef · 
uitbijter · 
variatiecoëfficiënt · 
verdelingsfunctie